# La Bonne Occase
Pour plus de détails, voir Fiche technique et Distribution.
La Bonne Occase est un film français de Michel Drach réalisé en 1964 et sorti en 1965.

## Synopsis
Une voiture change de propriétaire plusieurs fois en peu de temps, quand un artiste lui offre enfin une belle retraite.

## Fiche technique
- Titre : La Bonne Occase
- Réalisation : Michel Drach
- Scénario : Jean-Pierre Grenier et Pierre Hebey
- Dialogues : René Fallet, Guy Bedos, Jean-Loup Dabadie, Albert Husson, Jean Poiret, Michel Serrault et Marcel Mithois
- Directeur de la photographie : Roger Fellous
- Musique : Michel Magne
- Ingénieur du son : Séverin Frankiel
- Montage : Geneviève Winding
- Sociétés de production : C.F.C. Films - Port-Royal Films
- Directeur de production : Jean Kerchner
- Format image : Noir et blanc
- Format du son : Mono
- Format de projection : 2.35 : 1 Cinémascope
- Format de production : 35 mm
- Durée : 90 minutes
- Genre : comédie
- Première présentation le 9 mars 1965

## Distribution
- Francis Blanche : Paul Souffle, marchand de voitures d'occasion
- Edwige Feuillère : la comtesse de Saint-Plâs
- Jean-Louis Trintignant : Jacques Danzac, professeur de mathématiques à Louis-Le Grand
- Marie-France Boyer : l'épouse de Jacques
- Jean Poiret : Grégoire
- Michel Serrault : M. Hutin
- Jean-Pierre Marielle : Landrut, moniteur d'auto-école
- Michel Galabru : Colmar, secrétaire de la comtesse
- Hubert de Lapparent : Strasbourg, chauffeur de la comtesse
- Jean Lefebvre : le pompiste
- Marie-Josée Nat : Béatrice, la jeune conductrice qui cherche un mari
- Jean Richard : l'aumônier
- Jacques Charrier : l'homme chic embouti par Béatrice
- Jacqueline Maillan : l'élève de l'auto-école
- Claude Brasseur : le camionneur des Vins Margnat
- Darry Cowl : Belmondo, le polytechnicien embouti par Béatrice
- Monique Tarbès : Noémie, la conductrice de taxi
- Laurence Badie : une des bonnes sœurs
- Jacqueline Jefford : une bonne sœur
- Michèle Bardollet : une bonne sœur
- Marcelle Ranson-Hervé : la mère supérieure
- Sacha Distel : lui-même, au volant d'une voiture
- Daniel Ceccaldi : le premier vendeur de la voiture
- Jacques Balutin : le planton du commissariat
- Pierre Doris : le beau-père de Jacques
- Denise Péronne : la belle-mère de Jacques
- Fernand Berset : le moustachu pris pour un cambrioleur
- Pierre Vernier : Chonchon, le jeune homosexuel
- Jean Ozenne : le vieil homosexuel
- Fernand Sardou : l'automobiliste qui prend la comtesse pour une "amazone"
- Rellys : le valet
- Max Amyl : un gendarme
- France Rumilly : une bonne sœur
- Jenny Orléans : une bonne sœur
- Henri Garcin : le client snob à la Jaguar Type E
- Jean-Claude Brialy : Toto, le gigolo
- Françoise Deldick : une prostituée
- Kajio Pawlowski : le maquereau